# Distrikt Valera
Der Distrikt Valera liegt in der Provinz Bongará in der Region Amazonas in Nord-Peru. Der Distrikt wurde am 3. November 1933 gegründet. Er besitzt eine Fläche von 78,9 km². Beim Zensus 2017 wurden 917 Einwohner gezählt. Im Jahr 1993 lag die Einwohnerzahl bei 1304, im Jahr 2007 bei 1262. Verwaltungssitz ist die 1920 m hoch gelegene Ortschaft San Pablo (auch Valera) mit 300 Einwohnern (Stand 2017). San Pablo liegt 12,5 km südsüdöstlich der Stadt Pedro Ruiz Gallo. Entlang dem Río Utcubamba im Südosten des Distrikts verläuft die Fernstraße von Pedro Ruiz Gallo nach Chachapoyas.

## Geographische Lage
Der Distrikt Valera liegt in den nordperuanischen Anden im äußersten Südwesten der Provinz Bongará. Der Distrikt hat eine maximale Längsausdehnung in NW-SO-Richtung von knapp 19 km sowie eine maximale Breite von etwa 6 km. Der Río Yurumarca, der Río Sonce sowie der Río Utcubamba fließen entlang der südlichen bzw. südwestlichen Distriktgrenze und entwässern das Areal.
Der Distrikt Valera grenzt im Nordwesten an den Distrikt Churuja, im Norden an den Distrikt San Carlos, im Osten an den Distrikt Jumbilla, im Süden an die Distrikte Sonche und Huancas (beide in der Provinz Chachapoyas) sowie im Südwesten an die Distrikte Lámud und San Cristóbal (beide in der Provinz Luya).

## Sehenswürdigkeiten
Der im Nachbardistrikt San Carlos gelegene Wasserfall Gocta mit einer freien Fallhöhe von 771 m liegt etwa 4 km nordöstlich von San Pedro und ist vom Distrikt Valera aus am leichtesten erreichbar.